# Xã Miami, Quận Cass, Indiana
Xã Miami (tiếng Anh: Miami Township) là một xã thuộc quận Cass, tiểu bang Indiana, Hoa Kỳ. Năm 2010, dân số của xã này là 1.292 người.